# François Couchepin
François Couchepin (ur. 19 stycznia 1935 w Martigny, zm. 23 lutego 2023) – szwajcarski polityk, kanclerz federalny w latach 1991-1999.

## Życiorys
Urodził się 19 stycznia 1935 w Martigny
Był członkiem Radykalno-Demokratycznej Partii Szwajcarii i reprezentował kanton Valais. Sprawował urząd kanclerza federalnego Szwajcarii od 1 lipca 1991, kiedy to zastąpił na stanowisku Waltera Busera, do 31 grudnia 1999. Jego następcą została Annemarie Huber-Hotz.